# Chondrodendron tomentocarpum
Chondrodendron tomentocarpum là một loài thực vật có hoa trong họ Biển bức cát. Loài này được (Rusby) Moldenke mô tả khoa học đầu tiên năm 1938.